# كانو لايف ستايل (مركبة)
مركبة كانو لايف ستايل هي سيارة (ميني فان) كهربائية صغيرة تعمل بالبطارية أعلنت عنها كانو. تم الإعلان عن أربعة طرازات، بمدى يقدر بـ 400 كيلومتر (250 ميل) وما يقدر بـ 0-100 كم / ساعة (0–62 ميل في الساعة) في زمن مقداره 6.3 ثانية.
تم الإعلان عن السعر الأساسي للسيارة بمبلغ 34750 دولارًا أمريكيًا. من المقرر أن يبدأ إنتاج مركبة لايف ستايل في أواخر عام 2022.

## التصميم
ستتوفر مركبة كانو لايف ستايل بأربعة طرازات. «طراز التوصيل»، بسعر 34750 دولارًا أمريكيًا، مقعدين و 664 كجم من سعة البضائع. يمكن أن يتسع «الطراز الأساسي» لخمسة أشخاص. سيوفر «الطراز بريميوم»، الذي يبلغ سعره 49,950 دولارًا، 7 مقاعد مع مقعدين إضافيين مثبتين بشكل طولي على الأبواب الخلفية، وسقف زجاجي، ونافذة أمامية للشارع، ونظام صوتي بـ 17 مكبر صوت، وإضاءة محيطة ونظام لتنقية الهواء فوق البنفسجي. سيضيف «طراز ادفنشر» لون طلاء حصري، ووصلة للمقطورة ورف علوي للتخزين مٌثبت على سقف المركبة.

## المواصفات
سيتم بناء مركبة كانو لايف ستايل (LV) على هيكل يدمج البطارية وعناصر القيادة في «لوح تزلج» واحد. سوف تستخدم أنظمة التعليق موجه عرضي مزدوج مع زنبرك عرضي مركب.
سيتم تجهيز LV بنظام drive-by-wire ، مما يلغي الحاجة إلى التوصيلات الميكانيكية مثل عمود التوجيه ويسمح بمرونة أكبر في تصميم المقصورة. سيكون الجسم عبارة عن هيكل فولاذي مغطى بألواح بلاستيكية.
تم الإعلان عن أن LV ستحوي على بطارية بقدرة 80 كيلو وات في الساعة بمدى حوالي 400 كم. تستخدم البطارية 2170 خلية ليثيوم أيون أسطوانية تصنعها شركة باناسونيك ويتم دمجها في الهيكل في ثماني وحدات بطارية هيكلية.

## الإنتاج
سيتم تجميع مركبات لايف ستايل في المصانع التي سيتم بناؤها في أركنساس وبريور، أوكلاهوما. اعتبارًا من عام 2022، تهدف كانو إلى بناء 3000 مركبة على الأقل في عام 2022، ثم 14000 في عام 2023 و 40.000 في عام 2024 و 70.000 في عام 2025.